# Ghiacciaio Howard
Il ghiacciaio Howard è un ghiacciaio lungo circa 7 km situato nella zona orientale dei colli Kukri, nella regione centro-occidentale della Dipendenza di Ross, in Antartide. Il ghiacciaio, il cui punto più alto si trova a circa 800 m s.l.m., si trova in particolare a ovest del ghiacciaio Crescent e, come quest'ultimo, fluisce verso nord, giù per il versante sud-orientale della valle di Taylor, senza però arrivare sul fondo della valle ma alimentando i piccoli laghi glaciali sul fondo di questa attraverso dei rivoli di ghiaccio sciolto che partono dal suo termine.

## Storia
Il primo ad effettuare diversi studi sul ghiacciaio Howard fu, nel dicembre 1957, il geologo statunitense Troy L. Pewe che lo battezzò con il suo attuale nome in onore dei Arthur D. Howard, un geomorfologo dell'Università di Stanford che prese parte come glaciologo all'operazione Highjump nel periodo 1946-47.